# Perennialismo
Il perennialismo è un indirizzo di pensiero, chiamato anche tradizionalismo integrale, che intende richiamarsi ad una tradizione primordiale e universale nella quale esso trova sedimentata una sapienza di provenienza non umana, donata in epoche antichissime agli umani, da questi distrutta e dimenticata ma della quale rimane un'impronta nelle correnti dell'esoterismo e delle culture storiche e folcloriche giunte sino a noi.

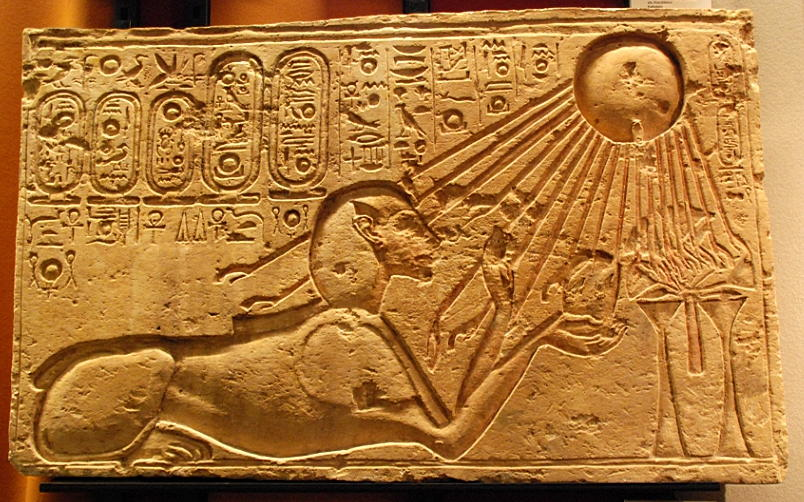
Il disco solare, ritenuto fonte di eterna sapienza sin dagli antichi Egizi.

Essa si propone pertanto come una nuova visione del mondo fondata sul recupero vivo e attuale di quella sapienza misterica del passato, che già i filosofi rinascimentali chiamavano prisca theologia, andata perduta a causa della decadenza ineluttabile del mondo moderno.

## Origine del  termine
Il termine "perennialismo" nella storia della filosofia ricorre nell'espressione philosophia perennis usata per la prima volta nel XVI secolo dal teologo agostiniano Agostino Steuco (1497-1548) nel suo libro intitolato De perenni philosophia libri X (1540) dove, rifacendosi ai principi filosofici di Marsilio Ficino e di Giovanni Pico della Mirandola, sosteneva l'esistenza di un principio di verità che attraversa tutte le filosofie e le religioni che, a partire dall'ermetismo fino al platonismo e alla teologia cristiana sono alla ricerca della conoscenza di Dio.
Il matematico e filosofo tedesco Leibniz (1646-1716), che conosceva dal 1687 l'opera di Steuco, riprese la stessa frase e la usò per designare la filosofia, in particolare la corrente mistico-metafisica a questa inerente, come eterno e comune pensiero sottostante a tutte le religioni.

## Le caratteristiche

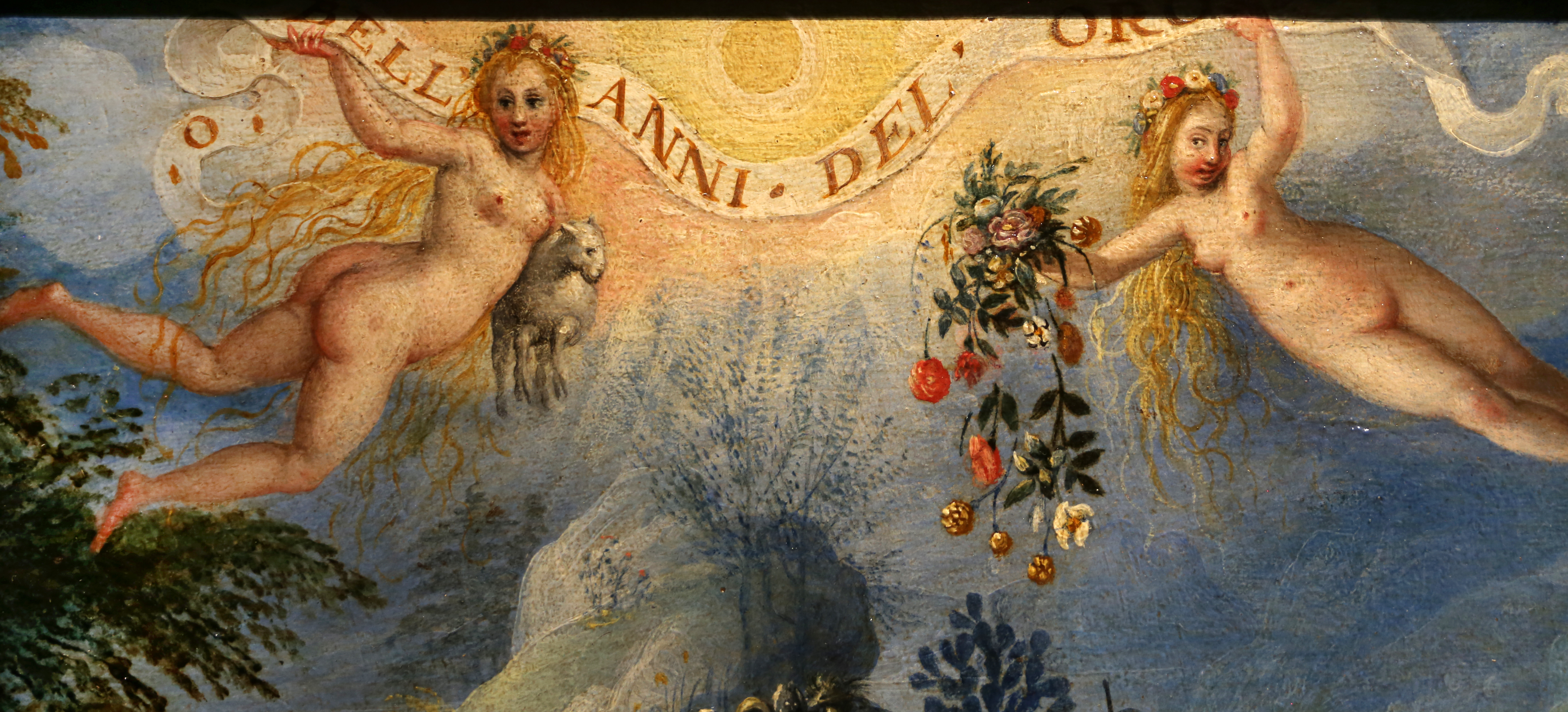
Dettaglio da L'età dell'oro, di Jacopo Zucchi (1576), raffigurante il mito di un'epoca primordiale di splendore dal quale l'umanità sarebbe in seguito decaduta.

Le caratteristiche del perennialismo possono essere scoperte nel diffondersi, nell'Europa della fine del XIX e gli inizi del XX secolo, di movimenti occultisti e teosofici, in parte eredi delle dottrine esoteriche dei secoli precedenti, che ora si pongono come contrasto alla prevalente cultura positivistica della moderna età industriale.
Capostipite di questi nuovi movimenti era stata la russa Helena Petrovna Blavatsky, che nei suoi testi come Iside svelata aveva parlato di una «Religione-Saggezza» universale, o «antica Sapienza», coltivata dagli umani sin da tempi ancestrali, e che nonostante fosse stata smarrita era ancora valida e poteva essere riscoperta. A tal scopo aveva creato un'infrastruttura terrena, la Società Teosofica, di un progetto spirituale che riportasse in auge quella perduta sapienza divina, sotto la supervisione di Maestri misteriosi.
Queste forme di esoterismo sono ora caratterizzate dalla critica al materialismo, dall'esaltazione dello spiritualismo e dalla riscoperta delle religioni orientali.
La credenza dell'esistenza di un'antichissima forma di teologia comune a tutte le dottrine religiose, ad opera di personaggi dallo spirito illuminato, risale alla cultura umanistica e al suo interesse per l'ermetismo, ed è stato ripreso poi in età romantica con gli studi dedicati alla simbologia e alla mitologia che diedero l'avvio, nella seconda metà del XIX secolo, all'interesse per le pratiche occulte. Rispetto a queste esperienze, tuttavia, l'idea di una Tradizione Primordiale risulta molto meno connesso al Dio delle religioni rivelate.
A questi elementi del perennialismo va aggiunto quel forte sentimento di crisi vissuto nel periodo tra le due guerre mondiali dove si prefigura un declino dell'Occidente, ritenuto prossimo alla fine della storia, dovuto secondo Oswald Spengler alla ciclicità di quest'ultima, secondo José Ortega y Gasset al fenomeno della formazione della società di massa, e secondo Johan Huizinga al proliferare dell'irrazionalismo.
A differenza delle correnti rinascimentali e romantiche, quindi, il perennialismo novecentesco scaturito da tali elementi si contraddistingue per il carattere degenerativo attribuito alla storia umana, vista come una progressiva decadenza e allontanamento dall'autentica Tradizione originaria, la cui purezza si perpetuerebbe solo in quelle poche istituzioni spirituali o religiose rimaste derivanti da una regolare catena di trasmissione iniziatica.

## La Tradizione secondo René Guénon

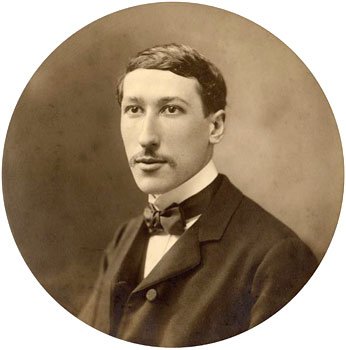
René Guénon nel 1925

Il principale esponente del perennialismo, il pensatore franco-egiziano René Guénon (1886-1951), proprio dalla giovanile frequentazione dei circoli occultistici parigini, dopo avere identificato i travisamenti e gli errori dello spiritismo che confondeva lo psichico con lo spirituale, prese il via per l'elaborazione della sua dottrina. 
Nella decadenza dell'Occidente  Guénon intravedeva, attraverso il sopravvissuto simbolismo del linguaggio della metafisica, intesa come «conoscenza dei principî di ordine universale» da cui tutto procede, l'esistenza di un'antica "Tradizione" depositaria di una saggezza ormai perduta, che nelle cosiddette «forme tradizionali» (Taoismo, Induismo, Islam, Ebraismo, Cristianesimo, Ermetismo, Libera Muratoria, Compagnonaggio, ecc.), aveva generato diverse manifestazioni storiche del sentimento religioso  utili allo sviluppo spirituale dell'essere umano. 
Da questa primaria intuizione Guénon elaborò, dopo la pubblicazione di alcuni testi sul Vedānta, e di scritti polemici sulla teosofia e lo spiritismo    e, in particolare, dopo le riflessioni descritte nell'opera La Crise du monde moderne (1927), la sua teoria sulla crisi dell'occidente che appare irreversibile dopo la civiltà medioevale, da quando ormai si è persa la conoscenza della "vera" metafisica, di quei valori, cioè, sopraffatti dal «trionfo della quantità» a danno della qualità che ha generato l'uniformità che contraddistingue il mondo moderno.
L'umanità ha ormai compiuto il suo ciclo (Yuga) ed è ormai giunta alla fase finale dove spadroneggia il potere temporale su quello spirituale causando l'estremo declino dell'Occidente che ha ormai perso la "Tradizione primordiale", di origine non umana, rivelata e depositaria della sapienza spirituale. La Tradizione viene identificata da Guénon nascosta in una congerie di simboli rappresentati nei miti (l'età dell'oro, gli iperborei, Thule, Atlantide), che non sono, come vorrebbe un'interpretazione superficiale, il frutto della fantasia umana ma, poiché si ritrovano coerentemente in una diversità di culture, essi sono la prova dell'esistenza della "Tradizione".
Negli antichi usi e costumi dei popoli vi è la presenza «di elementi tradizionali nel vero senso della parola, per quanto deformati, impoveriti o frammentari possano essere talvolta», che si sono trasmessi nel tempo. 

## La Tradizione secondo Julius Evola

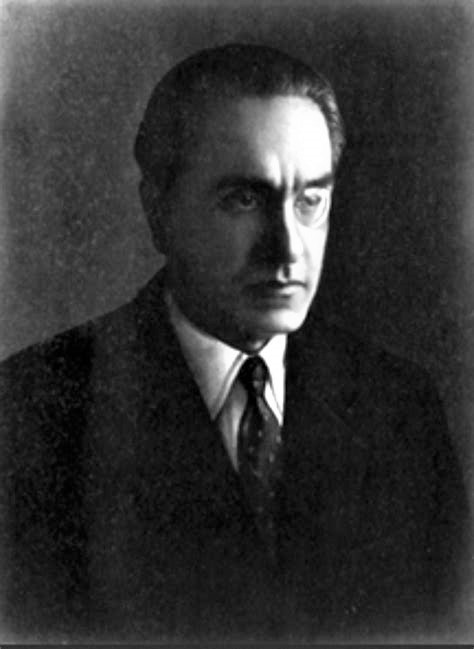
Julius Evola negli anni 40

Tra gli altri esponenti del perennialismo, Julius Evola in Italia si fece promotore di un tradizionalismo «eroico», o guerriero, espressione di una spiritualità opposta a quella religiosa, che preveda l'azione anziché la contemplazione: esso è la via iniziatica della regalità, diversa da quella sacerdotale. Egli notava come, non a caso, la stessa alchimia fosse denominata «arte regia».
Evola ritiene che la via della regalità aristocratico-guerriera discenda più direttamente dalla Tradizione primordiale, come accadeva nell'antica Roma, attribuendole quindi una supremazia a differenza di Guénon, per il quale invece essa sarebbe sorta al fianco di quella sacerdotale. Secondo Evola, le forme teistico-devozionali della tradizione sacerdotale avrebbero infine prevalso con l'avvento del Cristianesimo, dando luogo alla decadenza del mondo attuale.
Tra il 1927 e il 1928 Evola diede vita al Gruppo di Ur, un sodalizio esoterico volto a riscoprire le fonti della tradizione iniziatica nel solco di quella mediterranea, sebbene in esso confluissero componenti di varia estrazione, tra cui anche cattolici, massoni, neopitagorici, e soprattutto seguaci dell'antroposofia.

## Altri cultori della Tradizione
Altri perennialisti che vedevano in una Tradizione Primordiale l'origine unitaria dei diversi fenomeni religiosi sono stati ad esempio Frithjof Schuon, collaboratore della rivista francese Etudes Traditionnelles; Ananda Kentish Coomaraswamy, erudito studioso di buddismo, induismo e arte islamica; Titus Burckhardt per quanto riguarda i rapporti delle cosmologie religiose con il sufismo, l'alchimia, l'arte sacra.
Edouard Schuré, pur non parlando esplicitamente di Tradizione, fa riferimento a un'età dell'oro a cui i Grandi Iniziati della storia hanno cercato di ricondurre l'umanità, e così influssi del tradizionalismo sono rinvenibili anche nello storico Georges Dumézil, nel pitagorico Arturo Reghini, nell'antropologo Mircea Eliade, in Nicolás Gómez Dávila, Elémire Zolla, Gilbert Durand, Michel Maffesoli ed altri.
Da parte degli ambienti antroposofici separatisi dal movimento teosofico, che pur nel nome si riconoscevano espressione della celeste Sophia, si rimproverava tuttavia ai tradizionalisti di guardare in maniera cristallizzata a un concetto nostalgico di Tradizione, respingendo tutto ciò che non derivasse da una regolare trasmissione iniziatica.
Secondo Massimo Scaligero, amico di Evola e membro egli stesso del Gruppo di UR, ciò che vitalizza una tradizione è lo Spirito, non la «norma presa alla lettera» o i formalismi della regola. Richiamandosi alla via del pensiero vivente indicata da Steiner, per lui la vera «Tradizione perenne è il ritrovamento del Logos solare: perciò viene detta Tradizione Solare».

### Il tradizionalismo in politica
Per il valore attribuito alla Tradizione, il perennialismo è ritenuto vicino a filosofie politiche conservatrici, sorte in genere come reazione all'illuminismo e al razionalismo, sebbene spesso disomogenee, le quali si sono concentrate più che altro sugli aspetti culturali di un recupero dei valori ritenuti meta-storici, rispetto alle forme concrete di una loro declinazione politica, per loro natura soggette a corruzione e decadenza.